# پیشوای عالی اسنوک
پیشوای عالی اسنوک (به انگلیسی: Supreme Leader Snoke) یک شخصیت خیالی ساخته شده توسط تصاویر کامپیوتری (CGI) و با ایفای نقش اندی سرکیس در جنگ ستارگان است. او بن سولو را با هدف اینکه می‌تواند همانند پدربزرگ مادری اش دارت ویدر شود، به سوی نیروی تاریکی می‌کشاند و پس از آن او با نام کایلو رن شناخته می‌شود. او در جنگ ستارگان ۸: آخرین جدای توسط کایلو رن کشته می‌شود.در جنگ ستارگان: خیزش اسکای واکر امپراتور پالپاتین خطاب به کایلو رن می گوید که من اسنوک را به وجود آوردم و او تنها یک عروسک خیمه شب بازی بوده است تا او را به سمت تاریک نیرو بکشاند.
اسنوک که جی. جی. آبرامز او را یک شخصیت قدرتمند در سمت تاریک نیرو نامیده است، اولین رهبر محفل یکم است. اندی سرکیس هم اسنوک را یک شخصیت بسیار مبهم و در عین حال آسیب‌پذیر و بسیار قدرتمند دانسته‌است.
ًاندی سرکیس قد بلند و همچنین صورت استخوانی و خاص اسنوک را دلیل استفاده از تصاویر کامپیوتری بیان کرد.

## شخصیت

### شکل گیری
ظاهر اسنوک در طول عکاسی اصلی و پس از تولید فیلم نیرو بر می خیزد تغییر کرد. اندی سرکیس گفت: "این اولین باری است که سر صحنه فیلمبرداری می روم و نمی دانم شخصیت چگونه خواهد بود. به گفته این بازیگر، ظاهر، صدا، و حرکات این شخصیت زمانی که او و نویسنده/کارگردان فیلم، جی جی آبرامز، بود و تیم جلوه های بصری را به چالش کشیدند، تکامل یافتند.
به گفته ایوان مانزلا، مجسمه‌ساز ارشد فیلم نیرو بر می خیزد ، "اسنوک تقریباً در یک مقطع به یک زن تبدیل شد.            جی جی ماکتی را که دوست داشت انتخاب کرد و سپس آن را به نسخه‌ای با اندازه کامل بردیم.  نیل ناظر خلاق موجودات اسکنلان نمی خواست که او مانند امپراتور پالپاتین پیر و فرسوده باشد. مانزلا بعداً فاش کرد که تحت تأثیر ارجاع آبرامز به Hammer House of Horror، بخشی از ماکت اسنوک را بر اساس پیتر کوشینگ ساخته است. ، که تارکین را در فیلم اصلی جنگ ستارگان به تصویر کشید.

### تصویرسازی
در حالی که سرکیس مخفیانه در فوریه 2014 به پروژه اضافه شد، انتخاب او در The Force Awakens برای اولین بار در 29 آوریل 2014 اعلام شد. هنگامی که در جولای 2014 از او درباره نقشش پرسیدند، او به شوخی گفت: "من یودا نیستم." در می 2015، مصاحبه StarWars.com با عکاس آنی لیبوویتز در مورد عکسبرداری او در The Force Awakens برای Vanity Fair نشان داد که سرکیس خواهد بود. ایفای نقش یک شخصیت CGI به نام Supreme Leader Snoke، و تصویری از این بازیگر در چرخ دنده ضبط حرکتی را به نمایش گذاشت. سرکیس قبلاً چندین شخصیت CGI را با استفاده از فناوری ضبط حرکت ایفا کرده بود، از جمله گوریل عنوان در King Kong در سال 2005، و سزار در سری راه‌اندازی مجدد سیاره میمون‌ها.
در نوامبر 2015، سرکیس در مورد روند ایجاد اسنوک گفت:
زمانی که ما برای اولین بار کار روی آن را شروع کردیم، [آبرامز] تصورات نادرستی از ظاهر اسنوک داشت و واقعاً به طور کامل شکل نگرفته بود. بنابراین تقریباً از بحث و اجرا خارج شد... با این وجود، فیلمبرداری آغاز شد و من در صحنه‌هایی که با بازیگران دیگر دارم حضور داشتم، اما زیبایی این روند این است که می‌توانی به عقب برگردی و تکرار کنی، به اطلاع‌رسانی ادامه دهی و ضرب‌ها و لحظه‌ها را صدا کنی. شخصیت اسنوک جذاب بوده است. و در این میان توانسته ام شاهد رشد و تغییر ظاهر و طراحی شخصیت با تغییر اجراها باشم. بنابراین از این نظر واقعاً هیجان انگیز شده است.
بازیگر نقش سرکیس به لوپیتا نیونگو گفت که "شما یک شخصیت موشن کپچر را به همان شیوه‌ای توسعه داده‌اید که هر شخصیت دیگری را توسعه می‌دهید. دیگر باید بفهمید که شخصیت کیست و چه چیزی آن را می‌سازد.» 
سرکیس درباره فیلمبرداری گفت:
این یک وضعیت کاملا غیرعادی بود. من به طور خاص با Domhnall Gleeson و با Adam Driver کار کردم. روز اول من اساساً روی یک سکوی 25 فوتی ایستاده بودم و لرد اسنوک را اجرا می‌کردم، بدون اینکه هیچ تصوری از ظاهرش نداشته باشم ... یا در واقع او کیست! من در ارتفاع بالایی قرار داشتم، کاملاً به تنهایی، دور از دیگران بودم ولی باید با آن‌ها همبازی می‌شدم. ما از نوعی روش "Kongolizer" استفاده کردیم تا صدا از بلندگوها بیرون بیاید تا حس مقیاس و فاصله را برای کاراکتر ایجاد کنیم. . بنابراین بسیار چالش برانگیز و ترسناک بود، در واقع احتمالاً بازی در نقش اسنوک، یکی از ترسناک‌ترین تجربه‌های سینمایی من به شمار می‌رود.
مایکل کاپلان، طراح صحنه و لباس، این ایده را داشت که لباس‌های طلایی به اسنوک بدهد که با اتاق تخت تاج و تخت قرمز و مشکی او در فیلم The Last Jedi تضاد داشته باشد. اتاق تاج و تخت به گونه ای طراحی شده بود که برخلاف اتاق پالپاتین، که آرامش بیشتری داشت، نمایشی به نظر برسد. با توجه به The Last Jedi: The Visual Dictionary (2017)، حلقه طلایی که اسنوک می پوشد با ابسیدین از قلعه دارث ویدر تنظیم شده است. حروفی که به این حلقه اضافه شده است، اشاره ای به چهار فیلسوفی دارد که پالپاتین مجسمه‌های آنها را در دفتر خود نگه داشته است.

### توضیحات
در زمینه داستان، اسنوک یک "رشته ژنتیکی" است که توسط امپراتور پالپاتین برای خدمت به عنوان نماینده او در قدرت ایجاد شده است. اسنوک، که آبرامز او را "یک شخصیت قدرتمند در سمت تاریک نیرو" می‌نامید، به عنوان رهبر اولین نظم و استاد شرور اصلی سه گانه دنباله، کایلو رن، معرفی شد. سرکیس، اسنوک را به عنوان "یک شخصیت کاملاً معمایی، و در عین حال به طرز عجیبی آسیب‌پذیر و در عین حال بسیار قدرتمند" توصیف کرد و افزود: «من فکر می‌کنم منصفانه است که بگوییم او تا حد زیادی از گذشته آگاه است».
سرکیس در توضیح اینکه چرا CGI تنها راه برای ایجاد ظاهر منحصربه‌فرد اسنوک بود، گفت: «مثلاً مقیاس او یکی از دلایل است. او بسیار بزرگ است. با پروتز نمی‌توان این اندازه را ایجاد کرد... او ساختار استخوانی و چهره‌ای بسیار متمایز و خاص دارد.»، رئیس موجودات و جلوه‌های دروید، نیل اسکنلان گفت: «این شخصیت به‌عنوان یک شخصیت CGI بسیار بهتر اجرا می‌شود. او قد 7 فوتی دارد، بسیار بسیار لاغر است." صدای عمیق این شخصیت برای اولین بار در تریلر منتشر شده در 28 نوامبر 2014 شنیده شد. صداپیشه اسنوک، اندرو اوهیر از Salon بوده است.
رابی کالین از تلگراف، اسنوک بد شکل و اسکلتی را به عنوان یک "وحشت مقبره" توصیف کرد. ریچارد روپر از شیکاگو سان تایمز، این شخصیت را "هیس و گروتسک" خواند. جاستین چانگ از Variety نوشت که اسنوک شبیه "نسخه ای با اندازه و واض‌تر از شخصیت خود گولوم است". استفانی زاچارک از تایم این شخصیت را "یک آدم غول پیکر، ترسناک و بی دماغ که آرام روی یک صندلی بزرگ مانند نسخه تاریک لرد بنای یادبود لینکلن می نشیند" معرفی کرد. قبل از فیلم ظهور اسکای واکر در سال 2019، نظریه‌های متعددی از طرفداران در مورد منشأ و هویت اسنوک وجود داشت. چنین تئوری‌هایی شامل این بود که او دارث پلاگیس، یک لرد سیث بوده و در جنگ ستارگان به آن اشاره شده است.